# 신상중학교 (경북)
신상중학교(新上中學校)는 대한민국 경상북도 경산시 진량읍 신상리에 있는 공립 중학교이다.

## 학교 연혁
- 2006년 10월 13일 : 신상중학교 설립 인가(완성학급 21학급)
- 2009년 3월 1일 : 신상중학교 개교(6학급)
- 2009년 3월 2일 : 입학식 거행(6학급 196명)
- 2011년 3월 1일 : 도 지정(교) 교과교실제 정책 연구학교 운영(3년)
- 2011년 3월 1일 : 선진형 교과교실제(A형) 및 자율학교 운영(3년)
- 2011년 3월 30일 : 교과 교실 리모델링 및 홈베이스 증축 완공
- 2013년 4월 29일 : 다목적 강당(신상관) 개관
- 2016년 3월 1일 : 진로교육중심 교육과정 연구학교 운영(1년간)
- 2017년 3월 1일 : 자율학교 지정(2017년~ , 3년간)
- 2021년 3월 1일 : 제6대 이동희 교장 취임
- 2024년 2월 8일 : 2023학년도 제13회 졸업식(졸업생 133명)
- 2024년 3월 4일 : 2024학년도 입학(6학급 126명)

## 참고 자료
- 신상중학교 - 한국교육학술정보원 학교알리미